# Thomas e gli indemoniati
Thomas... Gli indemoniati è un film del 1970 diretto da Pupi Avati e segnò l'esordio cinematografico di Mariangela Melato.

## Trama
Sei attori di provincia, che fanno parte di una sgangherata compagnia teatrale, lavorano su un testo scritto da Marcus, l'intellettuale del gruppo. Angosciati da invidie, da gelosie e da frustrazioni esistenziali, gli attori cercano di esorcizzare la paura del palcoscenico mediante una seduta spiritica da cui sarà possibile trarre auspici per il futuro. Nel corso della seduta appare Thomas, un bambino al quale Marcus decide di attribuire il ruolo di protagonista ideale della sua commedia. 
Il gruppo parte in treno verso la città di provincia in cui si svolgerà la prima e cominciano a provare in uno squallido teatro. Per entrare meglio nei ruoli, ciascun attore dovrà trascorrere un giorno insieme al bambino, che finirà per far emergere i lati inconsci delle loro personalità. Questo vale soprattutto per Giorgia, oggetto del desiderio di Marcus, che si lega morbosamente a Thomas, tanto che lo conduce con sé sul palcoscenico. Il bambino, pur non conoscendo i dialoghi del testo, si inserisce perfettamente nello spettacolo pronunciando le battute in maniera spontanea. In realtà egli sta ricordando, parla di una gita nel bosco con Giorgia, sua madre, e la scena si trasforma in un bosco, ma si tratta solo di un sogno. In un bar di campagna, Giorgia sente squillare un telefono e va a rispondere; mentre parla, si vede che il telefono è quello della sartoria teatrale in cui la storia aveva avuto inizio.

## Produzione[2]
Si tratta della seconda opera del regista bolognese, prodotta da Carmine Rizzo, imprenditore e magnate bolognese. Fu la prima volta che Avati girò una pellicola con attori professionisti tra cui l'ex divo hollywoodiano Purdom. Il film fu giudicato dai distributori troppo ermetico e sperimentale, per cui non venne fatto circolare nelle sale, neanche dopo la proiezione al Festival di Locarno.
Fra gli attori emergenti va menzionata la collaborazione di una giovanissima Mariangela Melato, fino ad allora attiva solo a teatro. Fu il fotografo di scena a presentarla ad Avati. A tal riguardo, Avati ricorda: «Arrivò per caso. Non aveva mai fatto cinema. Venne per sostituire un'altra attrice di Milano. Quando la vidi arrivare, rimasi perplesso. La lasciai tutto il giorno al bar, augurandomi che ad un certo punto demordesse. La sera invece era ancora là. La sua insistenza mi intenerì. Il giorno dopo la chiamai sul set (...) mi accorsi che era decisamente superiore allo standard degli attori che avevamo».
Il film è stato definito dallo stesso realizzatore «maledetto». Coincide, infatti, con una situazione familiare ed economica molto difficile per il regista.
È stato girato tra Ferrara e Bologna. È possibile scorgere, nel corso del lungometraggio, il Teatro Comunale e la cinquecentesca Chiesa di Santa Maria della Consolazione a Ferrara, e la Certosa di Bologna.

## Distribuzione
Thomas e gli indemoniati non ha mai avuto distribuzione, eccezion fatta per la partecipazione ad alcuni festival; il Centro Sperimentale di Cinematografia ne custodisce una copia.
Venne presentato al Festival di Locarno, ambito in cui l'attore Bob Tonelli vinse il premio come miglior interprete.

## Accoglienza
Paolo Mereghetti sostiene che il film sia «un'opera inclassificabile e senza riferimenti nel cinema di allora».
Gordiano Lupi, invece, giudica il lungometraggio come «ambizioso quanto velleitario, pieno di simboli e di metafore, spesso poco comprensibili».